# Vasken Chouchanian
Vasken Chouchanian (en arménien Վազգեն Շուշանեան), né Onnig Chouchanian (Օննիկ Շուշանեան) le 9 février 1903 à Rodosto, Empire Ottoman, et mort le 2 juin 1941 à Paris, est un écrivain et poète arménien,. La vie complexe et contradictoire des Arméniens de la diaspora, et leur lutte contre l'assimilation, sont les thèmes principaux de ses œuvres.

## Biographie
Vasken Chouchanian naît Onnig Chouchanian le 9 février 1903 à Rodosto dans une famille aisée. En 1915, lors du génocide arménien, sa famille est déportée dans les déserts de Syrie et il est le seul à survivre. Privé de sa famille, il trouve abri dans différents orphelinats à Alep, ville qu'il atteint en février 1916, jusqu'à la fin de la guerre.
En 1918, il s'installe à Constantinople chez des grands-parents. En 1919, il entre à l'école d'agriculture d'Armash,. Mais, devant la menace des armées kémalistes, l'école est fermée et les élèves envoyés en Arménie (septembre 1920) ; puis, en 1921 (vraisemblablement en mai), après la chute de la Première république d'Arménie, ils retournent à Constantinople.
Les sources ne sont pas claires sur son cheminement du début des années 1920. Selon Krikor Beledian, il s'installe à Marseille en 1921, où il est ouvrier chez Renault. Selon d'autres sources, il ne serait arrivé en France qu'en 1922-1923 après avoir tenté d'émigrer aux États-Unis en juillet 1922, avoir été refoulé à Ellis Island à cause d'un trachome et renvoyé à Constantinople. Il s'inscrit en 1923 à l'école d'agronomie de Valabre, d'où il est diplômé en juin 1926,. Il est atteint par la maladie dès 1925.
À cette époque, il commence à écrire de la poésie, de la prose et des essais dans la presse arménienne de la diaspora, comme le journal Hairenik de Boston, sous le nom de plume Vasken Chouchanian.
En 1927, il s'installe à Paris, où il s'inscrit aux cours de l’École des sciences sociales de la Sorbonne jusqu'en 1930.
Vasken Chouchanian fait partie de la rédaction de la revue Menk, mais la quitte en 1932. Membre du parti Tachnak depuis les années 1920 et allant jusqu'à être l'un de ses représentants à l'Internationale socialiste, il quitte toutefois le parti en 1933 et participe au mouvement de contestation à son encontre dans Mardgotz en 1932-1933.
Il occupe des postes de surveillant à Nemours et à Rouen (1933-1939) dans les années 1930 jusqu'à la guerre. Il demande à partir pour le front lorsque la Seconde Guerre mondiale est déclarée, mais on refuse son engagement pour cause de maladie. Il meurt de la grippe dans un hôpital parisien, seul et abandonné, le 2 juin 1941 (ou peut-être le 6 février 1941). Il est enterré dans une tombe anonyme.
En 1960, les archives de Vasken Chouchanian sont rassemblées en Arménie. Peu de ses ouvrages sont publiés de son vivant ; une majeure partie d'entre eux commence à être publiée à partir des années 1950 et ce jusqu'à nos jours.

## Citations
- « Je serai ballotté toujours d’un être à l’autre, comme quelque exilé de la terre, mon désir ira errant autour des femmes et partout mon âme sera inquiète »[5],[6],[7].
- « Je racontai qu’un écrivain ayant vécu à Paris, Vazken Chouchanian, avait écrit en 1938 une étude sur ‘le Bruit et la Fureur’ de Faulkner. Cette anecdote intéressa beaucoup les invités. Plus tard, j’appris que Sartre avait écrit lui aussi sur le même livre, en 1939. La personnalité de Vazken Chouchanian suscita l’intérêt de Sartre. Il voulut en savoir plus sur cet écrivain. Je lui parlai de son œuvre, la présentant comme une sorte de précurseur du ‘nouveau roman’, écrite en langue arménienne dès les années 1920 et 1930. En effet, on peut dire que Chouchanian, ayant eu la prescience de développements ultérieurs de la littérature française, soit arrivé à inventer une prose originale, intégrant le monologue intérieur », Alexandre Toptchian, traduit de l’arménien par Gérard Bédrossian et l’auteur, in Nouvelles d’Arménie Magazine mars 1998[8].

## Œuvre
- Printemps (1927)
- Les jours sont si beau (1929)
- (hy) Մահուան առագաստը [« Les voiles de la mort »] (lire en ligne) (nouvelles)
- Le Poète et sa femme, Beyrouth, 1982[7]
- Journal, Erevan, 1999, 412 p.[9]